# Heinz Schäffer
Heinz Schäffer, Oberleutnant zur See, comandante del U 977 rendido en Mar del Plata en agosto de 1945.
Durante la guerra realizó cuatro patrullas como oficial a bordo del U-445. Luego tomó comando del U-148, su primer U-Boat.
Luego, con el U-977 realizó el famoso, y para algunos dudoso, viaje desde Noruega hasta las costas argentinas luego de la rendición de los alemanes. Schäffer aseguró no haber disparado ningún torpedo durante su travesía, a pesar de que el U 977 llegó a Mar del Plata con diez de los catorce torpedos que podía cargar. Algunos investigadores han relacionado este hecho con el hundimiento del crucero Bahía de la Marina de Brasil.
Luego de la guerra escribió el libro Los secretos del U-977, relatando las aventuras y el supuesto viaje de 66 días sumergido. Dichas memorias distan bastante de la información que se puede consultar en los registros de la Kriegsmarine.